# Sokółka, Voivodato de Mazovia
Sokółka [sɔˈkuu̯ka] es un pueblo ubicado en el distrito administrativo de Gmina Sadowne, dentro del Condado de Węgrów, Voivodato de Mazovia, en el este de Polonia central. Se encuentra aproximadamente a 5 kilómetros al sureste de Sadowne, a 26 kilómetros al norte de Węgrów, y a 75 kilómetros al noreste de Varsovia.